# Lepidonotus salvati
Lepidonotus salvati är en ringmaskart som beskrevs av Rullier 1972. Lepidonotus salvati ingår i släktet Lepidonotus och familjen Polynoidae. Inga underarter finns listade i Catalogue of Life.